# Ramakrishna Mission Home Of Service
 (août 2020).
Si vous disposez d'ouvrages ou d'articles de référence ou si vous connaissez des sites web de qualité traitant du thème abordé ici, merci de compléter l'article en donnant les références utiles à sa vérifiabilité et en les liant à la section « Notes et références ».
Ramakrishna Mission Home of Service  (রামকৃষ্ণ মিশন) est une ONG indienne située à Varanasi (aussi connue sous le nom de Bénarès). Créée en 1900, c'est en 1902 qu'elle est intégrée à la Mission Ramakrishna. Son action principale est l'éducation des populations aux règles d'hygiène et de santé de base dans les écoles, les villages et les bidonvilles d'Uttar Pradesh, en Inde, ainsi que l'aide aux populations locales de Varanasi dans le besoin. Pour cela, l'organisation s'est dotée de sa propre équipe multimédia et crée elle-même ses campagnes de prévention pour atteindre les populations locales de manière plus efficace. Enfin, Ramakrishna Mission Home of Service dispose d'un hôpital et de deux hospices destinés aux personnes âgées, afin d'accomplir sa mission qui est d'aider les nécessiteux, sans aucune discrimination.

## Histoire
Ramakrishna Mission Home of Service a été créée en 1900 par un groupe de jeunes gens à Varanasi, suivant ainsi les enseignements de Swami Vivekananda. Au départ, ils ne disposaient que de 0,25 roupies, collectées en mendiant dans la rue. Swami Vivekananda, impressionné par le dévouement de ces jeunes hommes lors de sa visite à Varanasi en février 1902, ne tarda pas à faire un appel aux dons pour l'organisation, ce qui permit en 1908 d'acheter le terrain qu'occupe aujourd'hui Ramakrishna Mission Home of Service. La mission eut l'immense privilège de recevoir alors la visite  de Sri Sarada Devi, qui pour l'occasion fit un don de 10 roupies, ainsi que celles de nombreux disciples de Sri Ramakrishna. Avec le temps, la mission se développa considérablement, et de nouveaux départements furent inaugurés. De nos jours, la mission est constituée d'un hôpital de plus de 230 lits, deux hospices recueillant les personnes âgées, une unité médicale mobile, un centre de production multimédia destiné à l'éducation des populations vivant autour de Varanasi, et compte bien s'agrandir pour faire face aux besoins toujours importants de la population locale. Véritable havre de paix au cœur du tumulte de la ville, Ramakrishna Mission Home of Service est devenue un acteur de premier plan à Varanasi.

## Programme Promotion Santé
C'est en l'an 2000 qu'a été inauguré le Programme Promotion Santé, ayant depuis reçu des dons d'institutions prestigieuses telles que l'OMS, la Commission européenne, la Sir Dorabji Tata Trust, la British Medical Association ou encore du National Institute of Urban Affairs. Ce programme se destine à fournir aux populations des environs de Varanasi les plus pauvres l'aide médicale et l'éducation nécessaire aux règles de base d'hygiène à travers des projets multimédias adaptés aux besoins locaux ainsi que l'apport de soins à ceux qui en ont besoin de soins plus élaborés. Le but de la mission à terme est de développer un environnement sain tant sur le plan hygiénique que sur le plan socio-psychologique.

## Principes
- Rendre service de manière désintéressée et obtenir ainsi la purification de l'esprit, ce qui permet d'atteindre la réalisation spirituelle de l'être.
- Prendre soin de tous les hommes, femmes et enfants sans distinction de caste, de croyance, de race ou de nationalité comme les véritables manifestations du divin qu'ils sont, comme l'a enseigné Sri Ramakrishna, et les vénérer comme tels en essayant par tous les moyens de les libérer de leurs besoins et de leurs souffrances.
- Servir ceux qui n'ont nulle personne vers qui se tourner ni nul endroit où aller quand ils sont en proie à la vieillesse, la maladie ou encore la faim, et qu'ils éprouvent plus que jamais le besoin qu'on leur tende amicalement la main.
- Soulager par tous les moyens les miséreux vivant dans la rue en les invitant à la mission pour les pourvoir en eau, nourriture, médicaments et tout ce dont ils ont besoin jusqu'à leurs rémissions.

## Galerie

Ramakrishna Mission Home of Service, Varanasi
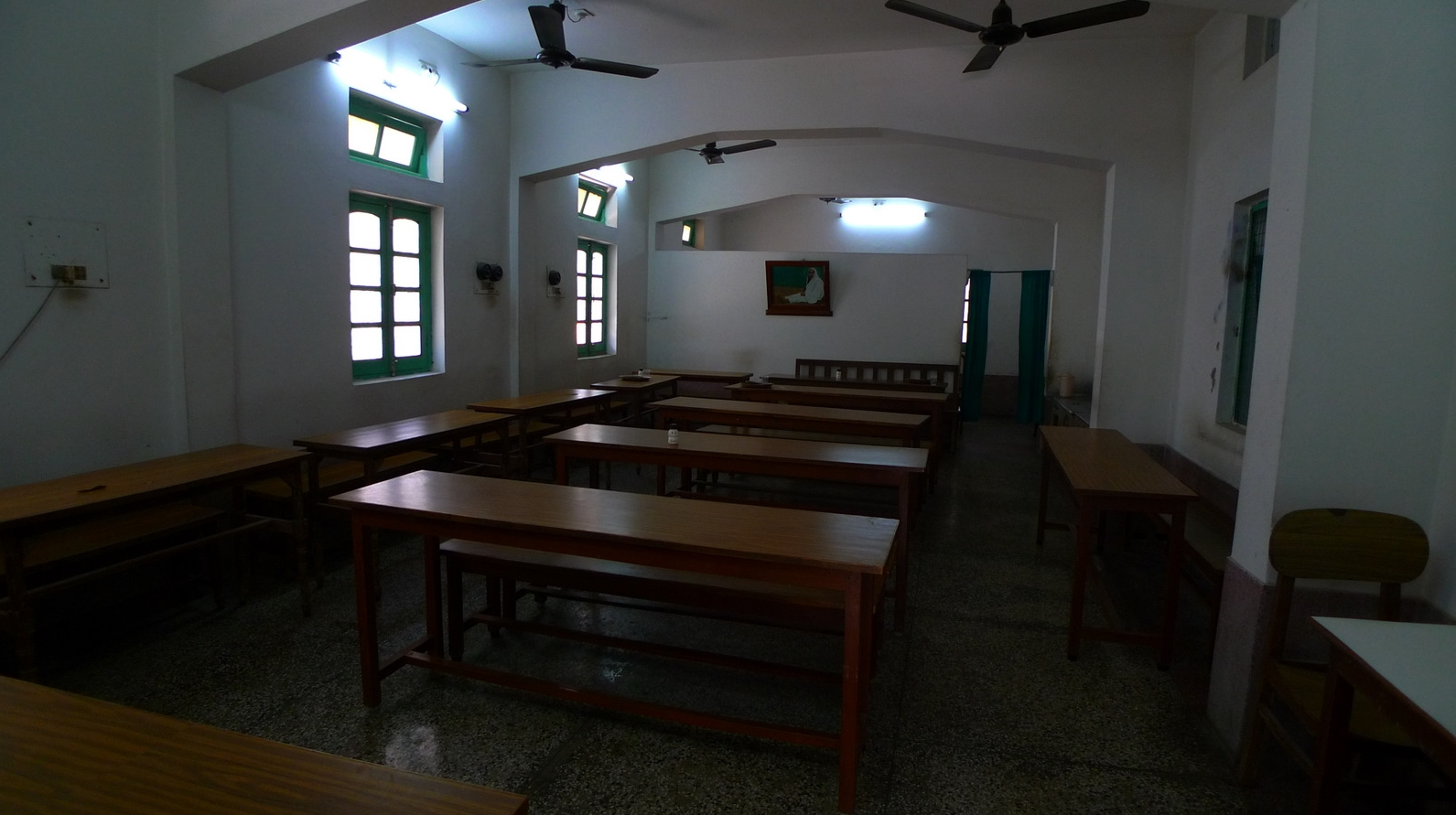
Le réfectoire
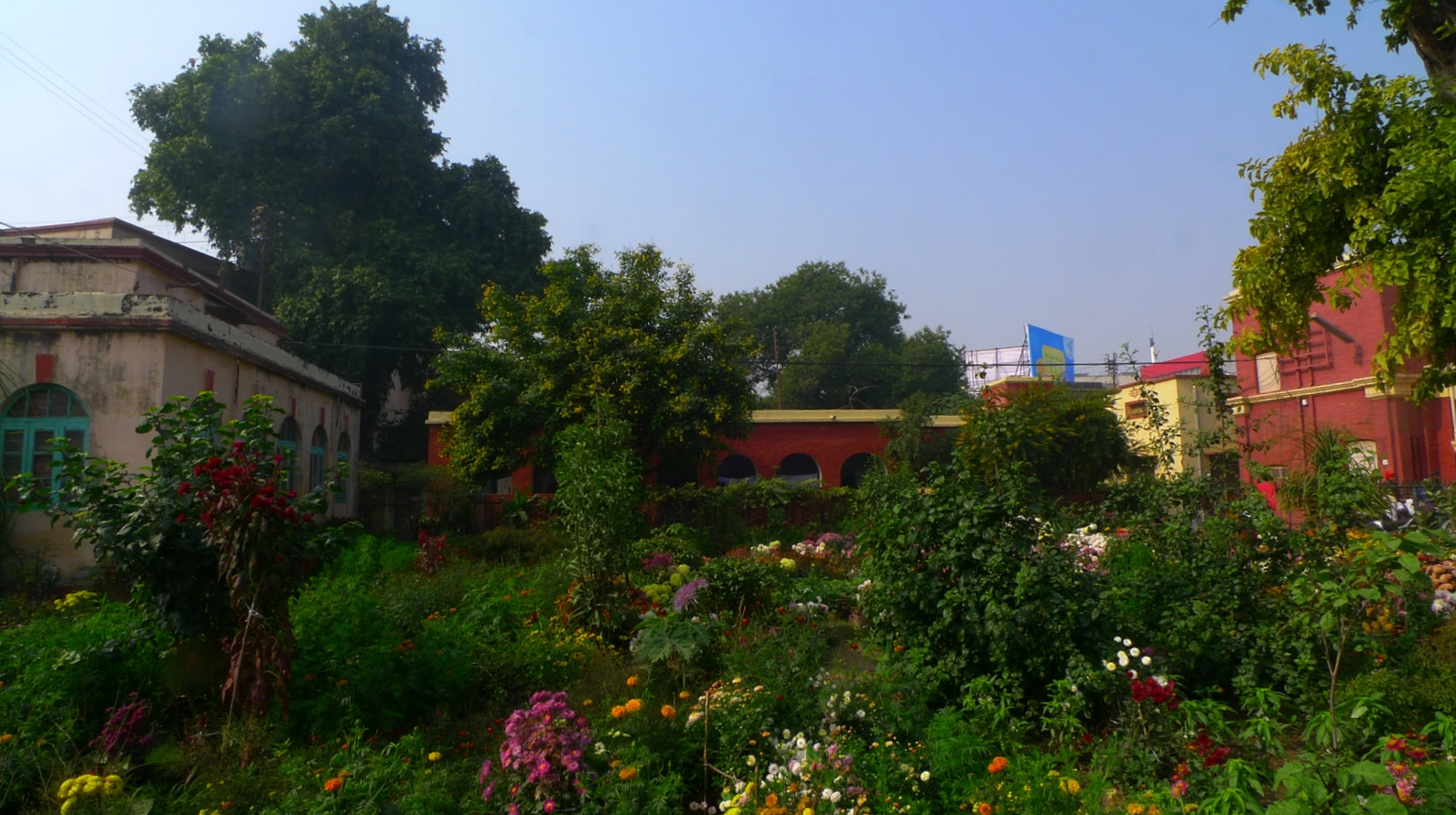
Jardins de la mission
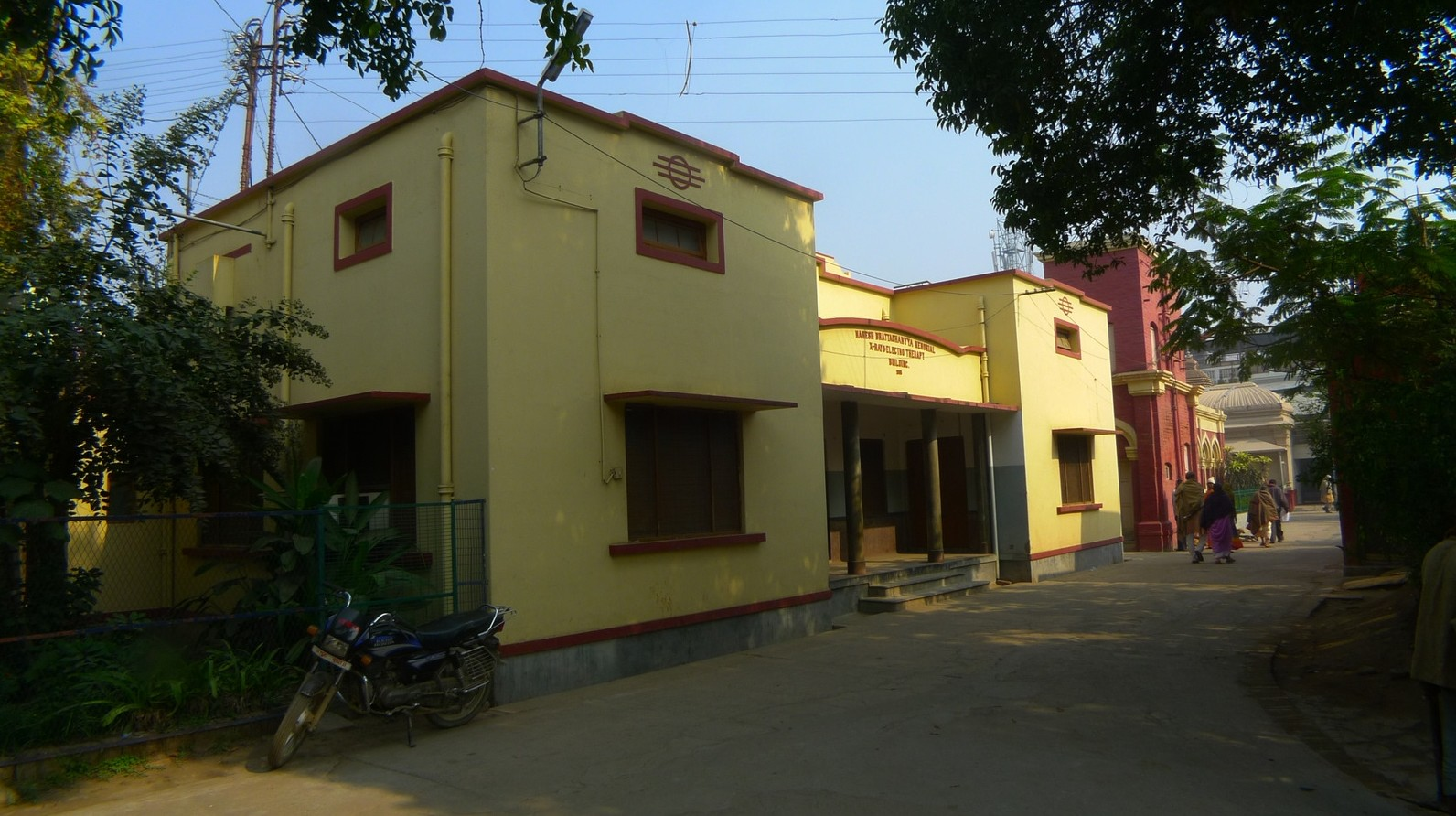
Accueil, bâtiment principal